# Marie-Thérèse Renard
Marie-Thérèse Renard (Gent, 8 maart 1925 - Blankenberge, december 2011) was een Belgische atlete, die was gespecialiseerd in de sprint. Zij nam eenmaal deel aan de Olympische Spelen en behaalde drie Belgische titels.

## Biografie
Renard werd in 1948 Belgisch kampioene op de 100 m en de 200 m. Ze nam op beide nummers deel aan de Olympische Spelen in Londen. Ze werd telkens uitgeschakeld in de series. In 1949 behaalde ze een tweede titel op de 100 m.
Club
Renard was aangesloten bij Atalante uit Brussel.

## Belgische kampioenschappen
| Onderdeel | Jaar       |
| --------- | ---------- |
| 100 m     | 1948, 1949 |
| 200 m     | 1948       |

## Palmares

### 100 m
- 1947:  BK
- 1948:  BK – 13,6 s
- 1948: 3e series OS in Londen – 13,6 s
- 1949:  BK – 14,3 s

### 200 m
- 1947:  BK
- 1948:  BK – 27,4 s
- 1948: 4e series OS in Londen – 28,5 s (geschat)